# Grand Prix automobile d'Italie 2018
GP précédent GP suivant
Le Grand Prix automobile d'Italie 2018 (Formula 1 Gran Premio Heineken d'Italia 2018) disputé le 2 septembre 2018 sur le circuit de Monza, est la 990e épreuve du championnat du monde de Formule 1 courue depuis 1950 où le circuit, situé dans le Parco Reale de Monza et surnommé le Temple de la vitesse, faisait partie des sept pistes utilisées pour cette édition inaugurale. Il s'agit de la 69e édition du Grand Prix d'Italie, la 69e comptant pour le championnat du monde de Formule 1, la soixante-huitième se tenant à Monza et la quatorzième manche du championnat 2018.
Pour la première fois depuis 2000, les Ferrari monopolisent la première ligne de leur Grand Prix national, Kimi Räikkönen obtenant la dix-huitième pole position de sa carrière (sa première depuis le Grand Prix de Monaco 2017) en réalisant le tour le plus rapide de l'histoire de la Formule 1, à 263,588 km/h de moyenne. Lors l'ultime tentative des dix pilotes en lice à la fin de la troisième phase qualificative, Lewis Hamilton bat le premier le record de Juan Pablo Montoya établi en 2004 ; il est immédiatement devancé par Sebastian Vettel tandis que, juste derrière, Räikkönen prend l'aspiration de son coéquipier dans le dernier secteur du circuit et le bat de 161 millièmes de seconde. Hamilton est accompagné en deuxième ligne par son coéquipier Valtteri Bottas alors qu'en troisième ligne Max Verstappen devance Romain Grosjean, auteur du sixième temps. La quatrième ligne est composée de Carlos Sainz Jr. et Esteban Ocon ; Pierre Gasly et Lance Stroll occupent la cinquième ligne.
Un peu de chance et une stratégie parfaite permettent à Lewis Hamilton de remporter sa sixième victoire de la saison, la soixante-huitième de sa carrière, et de prendre un important avantage au classement du championnat à sept Grand Prix du terme. Une grande partie de la course se joue au premier tour, derrière Kimi Räikkönen qui s'est élancé en tête. Sebastian Vettel, plus préoccupé par son coéquipier qu'il veut dépasser que par la menace constituée par Lewis Hamilton, lui laisse la possibilité de l'attaquer en s'infiltrant à l'extérieur dans la deuxième chicane ; en tentant de protéger sa position, l'Allemand le touche et part en tête-à-queue, perdant un déflecteur latéral et détruisant son aileron avant. Reparti en dernière position, il est contraint de passer par les stands et perd tout espoir de marquer de gros points tandis qu'aucun dégât n'est constaté sur la monoplace d'Hamilton. La voiture de sécurité sort trois tours pour permettre le nettoyage de la piste et, à la relance, au bout de la ligne droite des stands, Hamilton dépasse brièvement Räikkönen qui lui reprend la première place, sous les clameurs du public au freinage de la deuxième chicane.
Räikkönen mène jusqu'au vingtième tour quand, victime d'un bluff de Mercedes, il emprunte la voie des stands pour chausser des gommes à bandes jaunes (tendres) pensant que son rival va tenter l'undercut, ; mais Hamilton reste en piste huit tours supplémentaires. Quand il s'arrête, Valterri Bottas prend les commandes devant Räikkönen et s'applique à le retenir pour permettre à son coéquipier de recoller. Ainsi, quand Bottas procède à son changement de pneus au trente-septième tour, Hamilton est en mesure d'utiliser son aileron arrière mobile. La Ferrari dont les gommes sont de plus en plus dégradées, résiste autant que possible, puis cède à une attaque imparable au freinage de la première chicane au bout de quarante-cinq tours. Dès lors, Hamilton s'envole vers la victoire, creusant un écart de huit secondes sur Räikkönen à l'arrivée. Derrière eux, Bottas et Max Verstappen se battent pour la troisième place ; le Néerlandais reçoit cinq secondes de pénalité pour avoir tamponné son rival qui tentait de le dépasser ; s'il franchit le drapeau à damiers en troisième position, il est finalement reclassé derrière Bottas et Sebastian Vettel qui, malgré un deuxième arrêt au stand, finit à moins de cinq secondes de Verstappen et accroche la quatrième place au terme d'une remontée depuis le fond du peloton.
Sixième sur la grille, Romain Grosjean termine sa course à la même place, mais il est ensuite disqualifié après une protestation de Renault, pour non-conformité du fond plat de sa Haas VF-18 ; l'écurie américaine fait appel de la décision mais le 2 novembre 2018 le tribunal d’appel international de la FIA confirme la disqualification de Romain Grosjean. Esteban Ocon récupère donc la sixième place devant son coéquipier Sergio Pérez. Carlos Sainz Jr., huitième, est le dernier pilote dans le même tour que le vainqueur. Lance Stroll se classe neuvième et Sergey Sirotkin, initialement onzième, marque son premier point en Formule 1.
Au classement du championnat, Hamilton (256 points) a désormais 30 points d'avance sur Vettel (226 points). Kimi Räikkönen (164 points) conforte sa troisième place devant Bottas (159 points). Au cinquième rang, Verstappen (130 points) prend de l'avance son coéquipier Ricciardo (118 points) qui n'a pas marqué. Au championnat constructeurs, Mercedes (415 points) met Ferrari (390 points) à distance ; suivent Red Bull Racing (248 points), Renault (86 points), Haas (76 points), McLaren (52 points), Racing Point Force India (32 points) qui gagne deux places au détriment de la Scuderia Toro Rosso (30 points) et de Sauber (19 points). Williams, avec 7 points, ferme la marche.

## Pneus disponibles
| Pneus pour piste sèche | Pneus pour piste sèche | Pneus pour piste sèche | Pneus pluie    | Pneus pluie |
| ---------------------- | ---------------------- | ---------------------- | -------------- | ----------- |
| Super tendres          | Tendres                | Médiums                | Intermédiaires | Pluie       |

## Essais libres

### Première séance, le vendredi de 11 h à 12 h 30
| Pos. | Pilote           | Voiture                           | Chrono         | Écart     |
| ---- | ---------------- | --------------------------------- | -------------- | --------- |
| 1    | Sergio Pérez     | Racing Point Force India-Mercedes | 1 min 34 s 000 |           |
| 2    | Kimi Räikkönen   | Ferrari                           | 1 min 34 s 550 | + 0 s 550 |
| 3    | Esteban Ocon     | Racing Point Force India-Mercedes | 1 min 34 s 593 | + 0 s 593 |
| 4    | Brendon Hartley  | Toro Rosso-Honda                  | 1 min 35s 024  | + 1 s 024 |
| 5    | Daniel Ricciardo | Red Bull-TAG Heuer                | 1 min 35 s 207 | + 1 s 207 |
| 6    | Pierre Gasly     | Toro Rosso-Honda                  | 1 min 35 s 438 | + 1 s 438 |

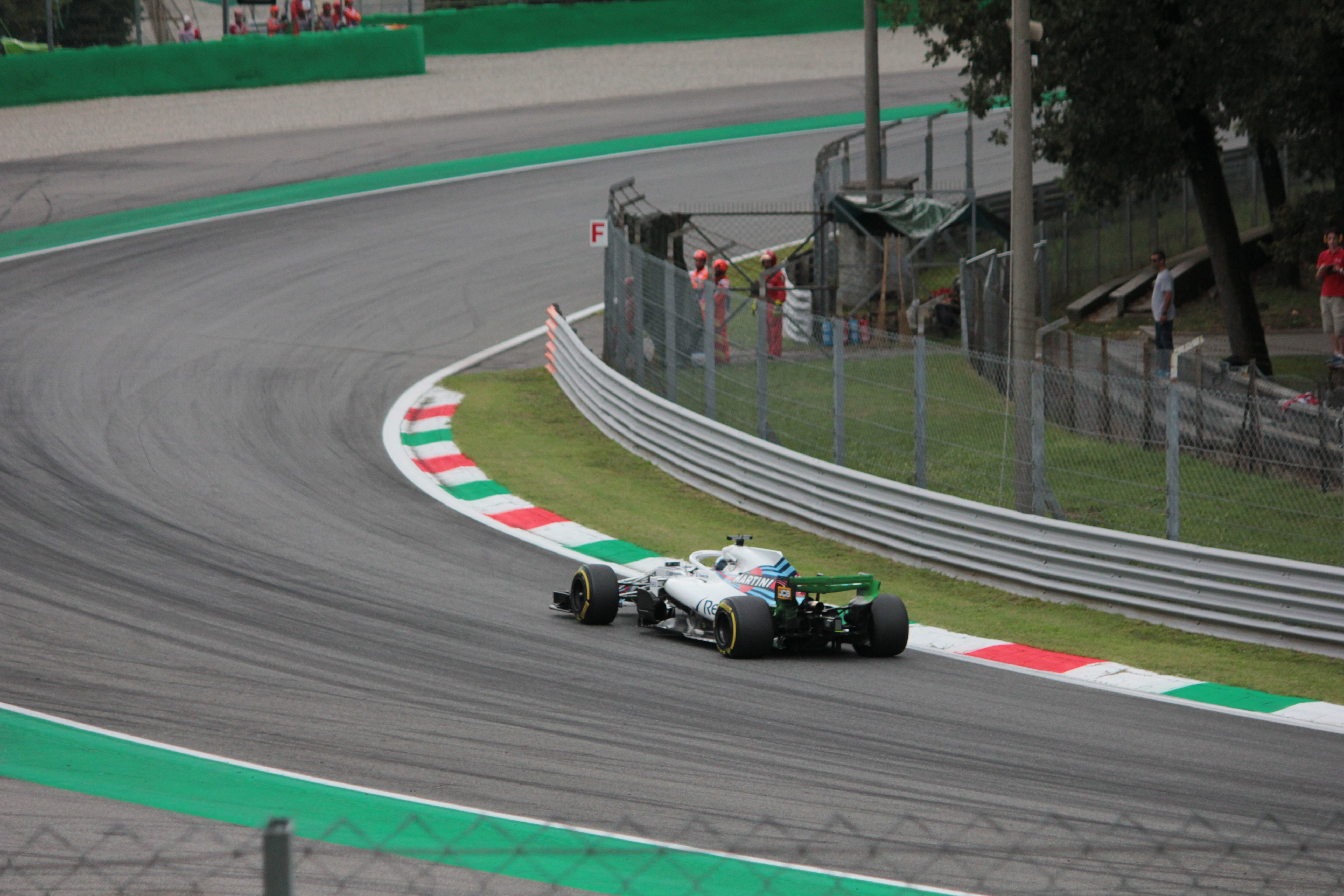
Lance Stroll lors des premiers essais libres.

- Lando Norris, pilote-essayeur chez McLaren Racing, remplace Stoffel Vandoorne au volant de la McLaren MCL33 lors de cette séance d'essais[5].
- La séance démarre sous l'averse et s'achève sur piste humide, la trajectoire s'asséchant progressivement. Les meilleurs temps sont réalisés dans les dernières minutes en pneus intermédiaires[6]. L'auteur du plus grand nombre de tours est Kimi Räikkönen avec 28 boucles. En revanche, Lewis Hamilton (6 tours, onzième temps) et Sebastian Vettel (4 tours, dix-septième temps) n'ont pas jugé utile de passer trop de temps en piste dans ces conditions[6].

### Deuxième séance, le vendredi de 15 h à 16 h 30
| Pos. | Pilote           | Voiture            | Chrono         | Écart     |
| ---- | ---------------- | ------------------ | -------------- | --------- |
| 1    | Sebastian Vettel | Ferrari            | 1 min 21 s 105 |           |
| 2    | Kimi Räikkönen   | Ferrari            | 1 min 21 s 375 | + 0 s 270 |
| 3    | Lewis Hamilton   | Mercedes           | 1 min 21 s 392 | + 0 s 287 |
| 4    | Valtteri Bottas  | Mercedes           | 1 min 21 s 803 | + 0 s 698 |
| 5    | Max Verstappen   | Red Bull-TAG Heuer | 1 min 22 s 154 | + 1 s 049 |
| 6    | Daniel Ricciardo | Red Bull-TAG Heuer | 1 min 22 s 296 | + 1 s 191 |

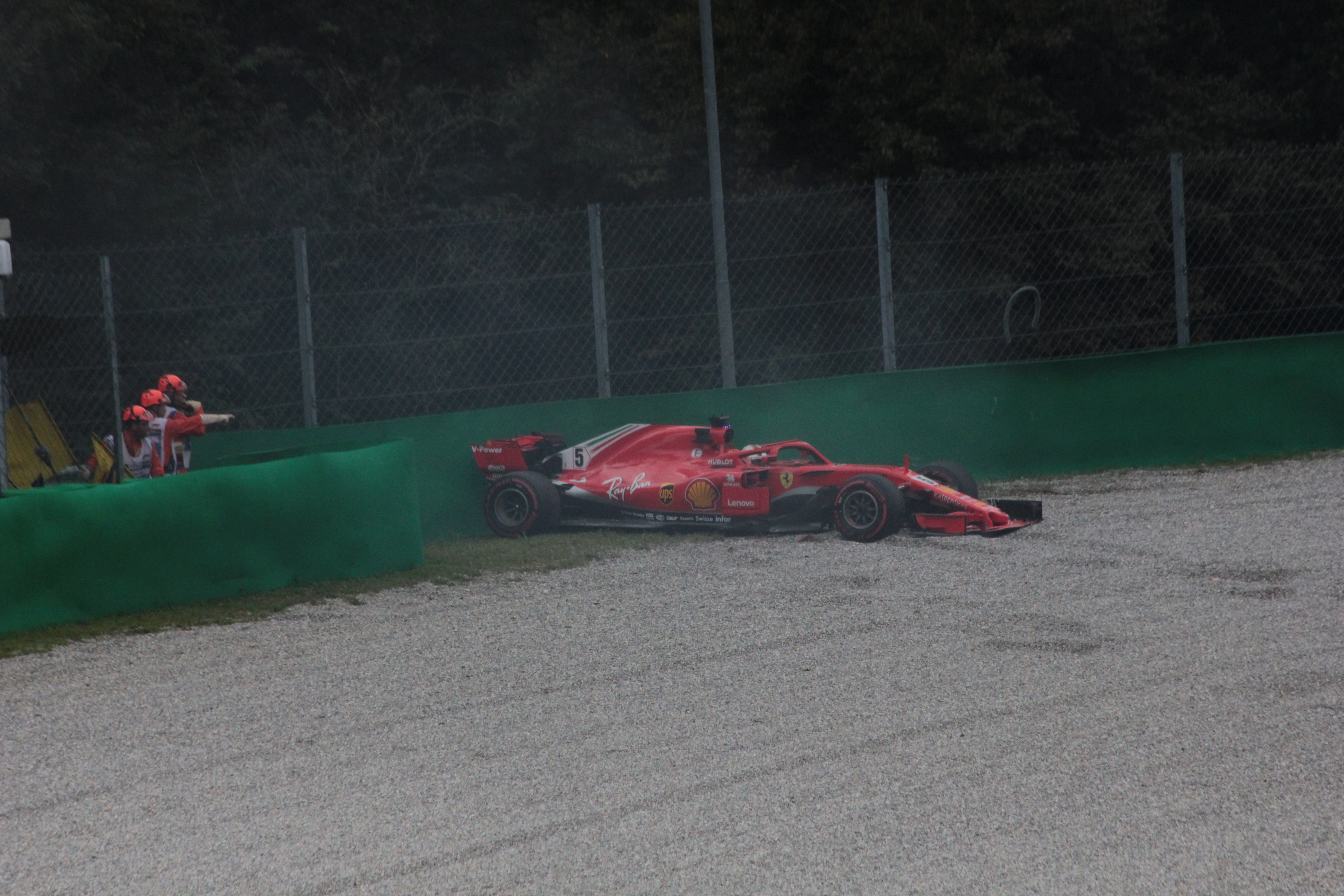
La sortie de piste de Sebastian Vettel.

- Cette séance disputée sur piste sèche est marquée, après seulement trois minutes, par un accident spectaculaire de Marcus Ericsson lorsque l'aileron mobile de sa Sauber ne se referme pas au moment où il freine en bout de ligne droite des stands : sa machine part immédiatement en travers et tape le mur, s'ensuit une série de tonneaux qui s'achèvent dans l'échappatoire. Le pilote suédois est indemne. Sebastian Vettel auteur du meilleur temps est, pour sa part, victime d'un tête-à-queue dans la Parabolique, sa Ferrari traversant le gravier avant de taper le mur de pneus par l'arrière. Il parvient toutefois à repartir[8].

### Troisième séance, le samedi de 12 h à 13 h

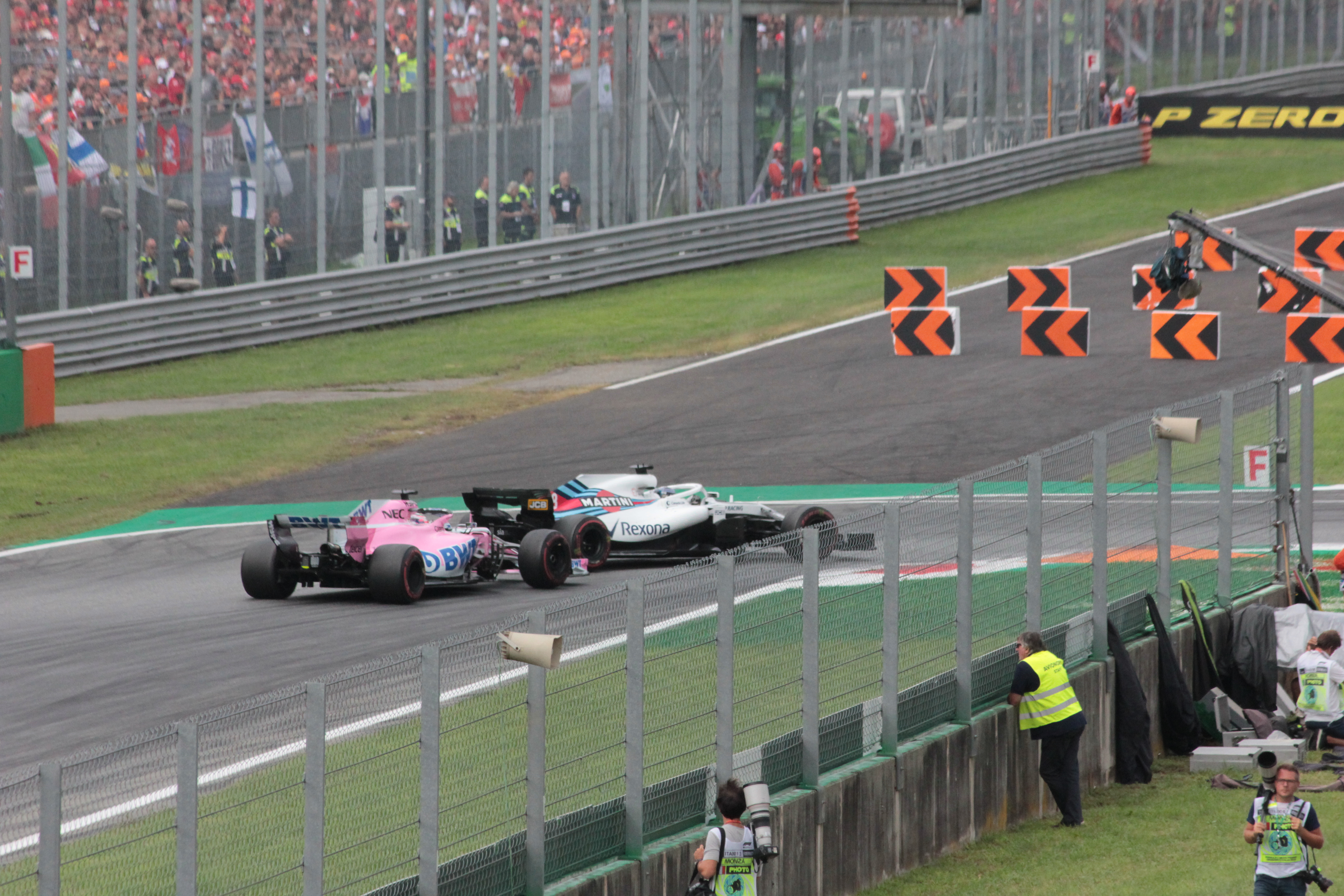
Lance Stroll et Sergio Pérez lors du Grand Prix d'Italie 2018.

| Pos. | Pilote           | Voiture            | Chrono         | Écart     |
| ---- | ---------------- | ------------------ | -------------- | --------- |
| 1    | Sebastian Vettel | Ferrari            | 1 min 20 s 509 |           |
| 2    | Lewis Hamilton   | Mercedes           | 1 min 20 s 590 | + 0 s 081 |
| 3    | Kimi Räikkönen   | Ferrari            | 1 min 20 s 682 | + 0 s 173 |
| 4    | Valtteri Bottas  | Mercedes           | 1 min 21 s 112 | + 0 s 603 |
| 5    | Max Verstappen   | Red Bull-TAG Heuer | 1 min 21 s 388 | + 0 s 879 |
| 6    | Kevin Magnussen  | Haas-Ferrari       | 1 min 22 s 011 | + 1 s 502 |

## Séance de qualifications

### Résultats des qualifications
| Pos.                                                                                      | Pilote            | Écurie                            | Qualifications 1 | Qualifications 2 | Qualifications 3 |
| ----------------------------------------------------------------------------------------- | ----------------- | --------------------------------- | ---------------- | ---------------- | ---------------- |
| 1                                                                                         | Kimi Räikkönen    | Ferrari                           | 1 min 20 s 722   | 1 min 19 s 846   | 1 min 19 s 119   |
| 2                                                                                         | Sebastian Vettel  | Ferrari                           | 1 min 20 s 542   | 1 min 19 s 629   | 1 min 19 s 280   |
| 3                                                                                         | Lewis Hamilton    | Mercedes                          | 1 min 20 s 810   | 1 min 19 s 798   | 1 min 19 s 294   |
| 4                                                                                         | Valtteri Bottas   | Mercedes                          | 1 min 21 s 381   | 1 min 20 s 427   | 1 min 19 s 656   |
| 5                                                                                         | Max Verstappen    | Red Bull-TAG Heuer                | 1 min 21 s 381   | 1 min 20 s 333   | 1 min 20 s 615   |
| 6                                                                                         | Romain Grosjean   | Haas-Ferrari                      | 1 min 21 s 887   | 1 min 21 s 239   | 1 min 20 s 936   |
| 7                                                                                         | Carlos Sainz Jr.  | Renault                           | 1 min 21 s 732   | 1 min 21 s 552   | 1 min 21 s 041   |
| 8                                                                                         | Esteban Ocon      | Racing Point Force India-Mercedes | 1 min 21 s 570   | 1 min 21 s 315   | 1 min 21 s 099   |
| 9                                                                                         | Pierre Gasly      | Toro Rosso-Honda                  | 1 min 21 s 834   | 1 min 21 s 667   | 1 min 21 s 350   |
| 10                                                                                        | Lance Stroll      | Williams-Mercedes                 | 1 min 21 s 838   | 1 min 21 s 494   | 1 min 21 s 627   |
| 11                                                                                        | Kevin Magnussen   | Haas-Ferrari                      | 1 min 21 s 783   | 1 min 21 s 669   |                  |
| 12                                                                                        | Sergey Sirotkin   | Williams-Mercedes                 | 1 min 21 s 813   | 1 min 21 s 732   |                  |
| 13                                                                                        | Fernando Alonso   | McLaren-Renault                   | 1 min 21 s 850   | 1 min 22 s 568   |                  |
| 14                                                                                        | Nico Hülkenberg   | Renault                           | 1 min 21 s 801   | Pas de temps     |                  |
| 15                                                                                        | Daniel Ricciardo  | Red Bull-TAG Heuer                | 1 min 21 s 280   | Pas de temps     |                  |
| 16                                                                                        | Sergio Pérez      | Racing Point Force India-Mercedes | 1 min 21 s 888   |                  |                  |
| 17                                                                                        | Charles Leclerc   | Sauber-Ferrari                    | 1 min 21 s 889   |                  |                  |
| 18                                                                                        | Brendon Hartley   | Toro Rosso-Honda                  | 1 min 21 s 934   |                  |                  |
| 19                                                                                        | Marcus Ericsson   | Sauber-Ferrari                    | 1 min 22 s 048   |                  |                  |
| 20                                                                                        | Stoffel Vandoorne | McLaren-Renault                   | 1 min 22 s 085   |                  |                  |
| Temps minimal à réaliser pour la qualification : 1 min 26 s 179 (107 % de 1 min 20 s 542) |                   |                                   |                  |                  |                  |

### Grille de départ
- Daniel Ricciardo auteur du quinzième temps, est pénalisé d'un recul de 35 places sur la grille après le changement intégral de son groupe propulseur ; il s'élance dix-neuvième[11].
- Nico Hülkenberg auteur du quatorzième temps, jugé responsable du carambolage au départ du Grand Prix de Belgique le 26 août, écope d'une pénalité de dix places de recul sur la grille de départ ; après le montage d'un cinquième moteur et d'un cinquième MGU-H, d'un sixième turbocompresseur et une quatrième batterie, il reçoit 25 places de pénalité en plus ; il s'élance vingtième et dernier[12].
- Marcus Ericsson auteur du dix-neuvième temps, est pénalisé d'un recul de 10 places sur la grille après le changement de son groupe propulseur à la suite de son accident lors des essais libres; s'élance de la dix-huitième place[13].

## Course

### Classement de la course
| Pos. | no | Pilote            | Écurie                            | Tours | Temps/Abandon                      | Grille | Points |
| ---- | -- | ----------------- | --------------------------------- | ----- | ---------------------------------- | ------ | ------ |
| 1    | 44 | Lewis Hamilton    | Mercedes                          | 53    | 1 h 16 min 54 s 484 (239,288 km/h) | 3      | 25     |
| 2    | 7  | Kimi Räikkönen    | Ferrari                           | 53    | + 8 s 705                          | 1      | 18     |
| 3    | 77 | Valtteri Bottas   | Mercedes                          | 53    | + 14 s 066                         | 4      | 15     |
| 4    | 5  | Sebastian Vettel  | Ferrari                           | 53    | + 16 s 669                         | 2      | 12     |
| 5    | 33 | Max Verstappen    | Red Bull-TAG Heuer                | 53    | + 18 s 569 (dont 5 s de pénalité)  | 5      | 10     |
| 6    | 31 | Esteban Ocon      | Racing Point Force India-Mercedes | 53    | + 58 s 831                         | 8      | 8      |
| 7    | 11 | Sergio Pérez      | Racing Point Force India-Mercedes | 53    | + 59 s 781                         | 14     | 6      |
| 8    | 55 | Carlos Sainz Jr.  | Renault                           | 53    | + 1 min 18 s 140                   | 7      | 4      |
| 9    | 18 | Lance Stroll      | Williams-Mercedes                 | 52    | + 1 tour                           | 10     | 2      |
| 10   | 35 | Sergey Sirotkin   | Williams-Mercedes                 | 52    | + 1 tour                           | 12     | 1      |
| 11   | 16 | Charles Leclerc   | Sauber-Ferrari                    | 52    | + 1 tour                           | 15     |        |
| 12   | 2  | Stoffel Vandoorne | McLaren-Renault                   | 52    | + 1 tour                           | 17     |        |
| 13   | 27 | Nico Hülkenberg   | Renault                           | 52    | + 1 tour                           | 20     |        |
| 14   | 10 | Pierre Gasly      | Toro Rosso-Honda                  | 52    | + 1 tour                           | 9      |        |
| 15   | 9  | Marcus Ericsson   | Sauber-Ferrari                    | 52    | + 1 tour                           | 18     |        |
| 16   | 20 | Kevin Magnussen   | Haas-Ferrari                      | 52    | + 1 tour                           | 11     |        |
| Dsq. | 8  | Romain Grosjean   | Haas-Ferrari                      | 53    | Fond plat non conforme             | 6      |        |
| Abd. | 3  | Daniel Ricciardo  | Red Bull-TAG Heuer                | 24    | Embrayage                          | 19     |        |
| Abd. | 14 | Fernando Alonso   | McLaren-Renault                   | 9     | Électricité                        | 13     |        |
| Abd. | 28 | Brendon Hartley   | Toro Rosso-Honda                  | 0     | Accrochage                         | 16     |        |

- Après la course, à la suite d'une protestation de Renault, Romain Grosjean, sixième, est disqualifié pour fond plat non conforme de sa Haas VF-18[15]. S'estimant dans son droit, l'écurie américaine fait alors appel de cette disqualification[16]. Le 2 novembre 2018, le tribunal d’appel international de la FIA confirme la disqualification de Romain Grosjean : le classement de l'épreuve devient définitif[17].

### Pole position et record du tour
- Pole position :  Kimi Räikkönen (Ferrari) en 1 min 19 s 119 (263,588 km/h)[18].
- Meilleur tour en course :  Lewis Hamilton (Mercedes) en 1 min 22 s 497 (252,795 km/h) au trentième tour[19].

### Tours en tête
- Kimi Räikkönen (Ferrari) : 28 tours (1-19 / 36-44)[20]
- Lewis Hamilton (Mercedes) : 18 tours (20-28 / 45-53)
- Valtteri Bottas (Mercedes) : 7 tours (29-35)

## Classements généraux à l'issue de la course
| Pos. | Pilote            | Écurie                            | Points |
| ---- | ----------------- | --------------------------------- | ------ |
| 1    | Lewis Hamilton    | Mercedes                          | 256    |
| 2    | Sebastian Vettel  | Ferrari                           | 226    |
| 3    | Kimi Räikkönen    | Ferrari                           | 164    |
| 4    | Valtteri Bottas   | Mercedes                          | 159    |
| 5    | Max Verstappen    | Red Bull-TAG Heuer                | 130    |
| 6    | Daniel Ricciardo  | Red Bull-TAG Heuer                | 118    |
| 7    | Nico Hülkenberg   | Renault                           | 52     |
| 8    | Kevin Magnussen   | Haas-Ferrari                      | 49     |
| 9    | Sergio Pérez      | Racing Point Force India-Mercedes | 46     |
| 10   | Esteban Ocon      | Racing Point Force India-Mercedes | 45     |
| 11   | Fernando Alonso   | McLaren-Renault                   | 44     |
| 12   | Carlos Sainz Jr.  | Renault                           | 34     |
| 13   | Pierre Gasly      | Toro Rosso-Honda                  | 28     |
| 14   | Romain Grosjean   | Haas-Ferrari                      | 27     |
| 15   | Charles Leclerc   | Sauber-Ferrari                    | 13     |
| 16   | Stoffel Vandoorne | McLaren-Renault                   | 8      |
| 17   | Marcus Ericsson   | Sauber-Ferrari                    | 6      |
| 18   | Lance Stroll      | Williams-Mercedes                 | 6      |
| 19   | Brendon Hartley   | Toro Rosso-Honda                  | 2      |
| 20   | Sergey Sirotkin   | Williams-Mercedes                 | 1      |

| Pos.  | Écurie                            | Points |
| ----- | --------------------------------- | ------ |
| 1     | Mercedes                          | 415    |
| 2     | Ferrari                           | 390    |
| 3     | Red Bull-TAG Heuer                | 248    |
| 4     | Renault                           | 86     |
| 5     | Haas-Ferrari                      | 76     |
| 6     | McLaren-Renault                   | 52     |
| 7     | Racing Point Force India-Mercedes | 32     |
| 8     | Toro Rosso-Honda                  | 30     |
| 9     | Sauber-Ferrari                    | 19     |
| 10    | Williams-Mercedes                 | 7      |
| Exclu | Force India-Mercedes              | 59     |

## Statistiques
Le Grand Prix d'Italie 2018 représente :
- la 18e pole position de Kimi Räikkönen, sa deuxième à Monza[23] ;
- la 68e victoire de Lewis Hamilton, sa sixième de la saison[24] ;
- la 82e victoire de Mercedes Grand Prix en tant que constructeur[25] ;
- la 168e victoire de Mercedes en tant que motoriste[26] ;
- le 100e podium de Kimi Räikkönen qui devient le cinquième pilote à atteindre ce cap après Sebastian Vettel (107), Lewis Hamilton (128), Michael Schumacher (155) et Alain Prost (106)[27] ;
- le 1er point de sa carrière en Formule 1 de Sergey Sirotkin[28],[29].

Au cours de ce Grand Prix :
- Kimi Räikkönen, en obtenant la pole position en 1 min 19 s 119 à 263,588 km/h de moyenne, réalise le tour le plus rapide de l'histoire de la Formule 1 ; il bat le record de Juan Pablo Montoya établi sur le même circuit en 2004 en 1 min 19 s 525 à 260,395 km/h de moyenne ; Sebastian Vettel, Lewis Hamilton et Valtteri Bottas ont également, au cours de cette séance qualificative, battu la performance de Montoya[30],[31],[32] ;
- Lewis Hamilton, en remportant sa cinquième victoire à Monza, rejoint Michael Schumacher en tête du palmarès des vainqueurs du Grand Prix d'Italie[33] ;
- Kimi Räikkönen est élu « Pilote du jour » à l'issue d'un vote organisé sur le site officiel de la Formule 1[34] ;
- Danny Sullivan (15 Grands Prix chez Tyrrell Racing en 1983, 2 points, vainqueur des 500 miles d'Indianapolis 1985 et champion CART en 1988) a été nommé par la FIA conseiller pour aider dans leurs jugements le groupe des commissaires de course[35].